# دایسوکه اراکی (بازیکن فوتبال)
دایسوکه اراکی (انگلیسی: Daisuke Araki؛ زادهٔ ۵ اوت ۲۰۰۰) بازیکن فوتبال است.
از باشگاه‌هایی که در آن بازی کرده‌است می‌توان به باشگاه فوتبال زیمبرو کیشیناو اشاره کرد.